# PGC 10527
LEDA/PGC 10527, auch UGC 2244, ist eine Spiralgalaxie vom Hubble-Typ Sb im Sternbild Perseus am Nordsternhimmel. Sie ist schätzungsweise 423 Millionen Lichtjahre von der Milchstraße entfernt und hat einen Durchmesser von etwa 130.000 Lichtjahren. Vom Sonnensystem aus entfernt sich das Objekt mit einer errechneten Radialgeschwindigkeit von näherungsweise 9.300 Kilometern pro Sekunde. Gemeinsam mit PGC 10534 bildet sie ein Galaxienpaar. 
Im selben Himmelsareal befinden sich unter anderem die Galaxien PGC 10485, PGC 2149515, PGC 2152537, PGC 2155666.